# Distretto di Isataj
Il distretto di Isataj (in kazako: Исатай ауданы) è un distretto (audan) del Kazakistan con  capoluogo Aqqystau.